# Steven M. Greer
Steven Macon Greer (28 de junio de 1955) es un ufólogo y médico traumatólogo estadounidense. Es fundador de las organizaciones ufológicas Centro para el Estudio de Inteligencia Extraterrestre (CSETI) y The Disclosure Project («El Proyecto Revelación»), el cual busca la revelación de información extraterrestre presuntamente suprimida.

## Juventud
Nació en Charlotte, Carolina del Norte en 1955. Greer afirma que cuando tenía nueve años, tuvo un encuentro con un objeto volador no identificado del tipo encuentro cercano, lo que inspiró su interés por la ufología. Estudió para ser profesor de Meditación Trascendental y fue director de una organización de meditación. Greer se licenció de la universidad James H. Quillen College of Medicine en 1987. Asistió a la MAHEC de la Universidad de Carolina del Norte donde completó su internado en 1988 y recibió su licencia médica en Virginia en 1989. Aquel año se convierte igualmente en un Miembro de Honor Alfa Omega Alfa de la Sociedad Médica.

## Carrera
Greer fundó el Centro para el Estudio de Inteligencia Extraterrestre (CSETI) en 1990 con la idea de establecer una iniciativa formal de búsqueda para contactar civilizaciones extraterrestres. En 1993 fundó «El Proyecto Revelación», un proyecto sin ánimos de lucro cuyo objetivo es revelar al público la información que tiene el gobierno acerca de los ovnis, inteligencia extraterrestre, propulsión y sistemas adelantados de energía. Además, El Proyecto Revelación se fundó con la idea de conceder amnistía con respecto a las leyes de seguridad de quienes busquen información secreta de ovnis. Greer afirmó haber tenido una entrevista con el director de la CIA James Woolsey y que este aceptó el fenómeno, pero luego James negó dicha entrevista.
En octubre de 1994, Greer apareció en el show de televisión de Larry King en un capítulo especial llamado The UFO Coverup? Luego en 1995, Greer trabajó como doctor en el área de emergencias en el centro médico Caldwell Hospital Conmemorativo, donde él era presidente.
En 1997, Greer junto con otros miembros de CSETI, incluyendo al astronauta del Apolo 14 Edgar Mitchell, hicieron una presentación informativa para los miembros del Congreso de los Estados Unidos. En 1998, Greer dejó su carrera de médico para dedicarse por completo a El Proyecto Revelación.
En mayo de 2001, Greer hizo una rueda de prensa en el Club de Prensa Nacional en Washington D. C. titulada «20 retirados de la Fuerza Aérea, de la Administración de Aviación Federal y agentes de inteligencia». Según un informe del portal Oregon Daily Emerald, el año 2002 Greer había reunido 120 horas de testimonio de civiles, de varios gobiernos y oficiales militares acerca del tema OVNI, incluyendo declaraciones del astronauta Gordon Cooper y la de un brigadier general.

## En los medios

### Sirius
En 2013, Greer fue coproductor de un documental llamado Sirius detallando su trabajo e hipótesis con respecto a la vida extraterrestre, encubrimientos del gobierno y encuentros cercanos del quinto tipo. La película estuvo dirigida por Amardeep Kaleka y narrado por Thomas Jane. También cubre el libro publicado por Greer el año 2006 llamado «Hidden Truth, Forbidden Knowledge». La película se estrenó el 22 de abril de 2013, en Los Ángeles, California, donde presentó entrevistas del gobierno anterior y de oficiales militares. En Sirius mostró un esqueleto de seis pulgadas conocido como el Esqueleto de Atacama («Atacama skeleton»), presentó imágenes y una prueba de ADN del esqueleto. La evidencia genética mostró que era humano, con marcas genéticas que se encontraron igualmente en «mujeres indígenas de la región de Chile». El director del centro que hizo el análisis dijo: «Es un misterio médico interesante de un desafortunado ser con una serie de defectos de nacimiento que hacen que la genética encontrada no sea común».

### Unacknowledged
El 9 de mayo de 2017 se estrenó Unacknowledged ("No reconocido"), un documental enfocado a los archivos del Disclosure Project fundado por Greer. Muestra cómo el secretismo OVNI ha sido implacablemente impuesto y por qué. Se muestra una evidencia de contacto extraterrestre, que data de décadas atrás, con testimonios de testigos secretos directos, documentos y materiales de ovnis. El marketing dice que el 80% de lo mostrado aquí nunca se ha revelado en ningún otro lugar. Contiene reuniones de Greer con el director de la CIA, los principales generales del Pentágono y los almirantes, pasando por conocidos políticos americanos hablando del tema OVNI.

##### Close Encounters of the Fifth Kind: Contact has Begun
El 6 de abril de 2020 se estrenó Close Encounters of the Fifth Kind: Contact has Begun ("Encuentros cercanos del quinto tipo: el contacto ha comenzado").